# گویش‌های فارسی

نقشه پراکندگی فارسی‌زبانان راهنما

زبان فارسی یک زبان ایرانی باختری از زیرگروه ایرانی شاخه هندوایرانی خانواده زبان‌های هندواروپایی است، که بیشتر در کشورهای ایران، افغانستان، تاجیکستان و ازبکستان استفاده می‌شود. 
گویش‌های فارسی از نظر جغرافیایی به سه دسته بزرگ باختری (رایج در ایران و کشورهای عربی پیرامون خلیج فارس)، خاوری (رایج در افغانستان و پاکستان) و فرارودی (رایج در تاجیکستان و ازبکستان) بخش می‌شوند. گویش‌های تاتی قفقاز نیز دیگر وندهای گروه گویش فارسی هستند.
گروه‌های قومی و مذهبی نیز دارای گویش‌های ویژه خود هستند، که مهم‌ترین آن‌ها گویش‌های فارسیهود مربوط به یهودیان ایران و گویش هزارگی مربوط به هزاره‌ها هستند.
سه گونه استاندارد فارسی مدرن وجود دارد:
فارسی باختری (فارسی یا فارسی ایرانی) که در ایران و توسط اقلیت‌هایی در عراق و کشورهای عربی پیرامون خلیج فارس صحبت می‌شود.
فارسی خاوری (فارسی دری یا فارسی افغانستانی) که در افغانستان صحبت می‌شود.
فارسی فرارودی (فارسی تاجیکی یا فارسی تاجیکستانی) که در تاجیکستان و ازبکستان صحبت، و به خط سیریلیک نوشته می‌شود.
هر سه این گونه‌ها بر اساس ادبیات کهن فارسی و سنت ادبی آن هستند. همچنین چندین گویش محلی در ایران، افغانستان و تاجیکستان وجود دارد که کمی با فارسی رسمی متفاوت هستند. گویش هزارگی (در مرکز افغانستان و پاکستان)، گویش هراتی (در باختر افغانستان)، گویش دروازی (در افغانستان و تاجیکستان)، گویش باصری (در جنوب ایران)، و گویش تهرانی، گویش کرمانی در نواحی استان کرمان نمونه هایبی از این گویش‌ها هستند.
زبان‌های زیر برخی از زبان‌های نزدیک و هم خانواده به فارسی هستند:
- لری، عمدتاً در استان‌های جنوب غربی ایران، یعنی استان‌های لرستان، کهگیلویه و بویراحمد، چهارمحال و بختیاری، برخی بخش‌های استان‌های مرکزی، همدان، اصفهان، خوزستان فارس، ایلام، کرمانشاه و بوشهر صحبت می‌شود.

- لارستانی (لاری یا اچمی)، عمدتاً در استان‌های جنوبی ایران یعنی استان‌های فارس و هرمزگان صحبت می‌شود، برخلاف فارسی نو و دیگر انواع آن مانند فارسی دری، این زیان شاخه‌ای از زبان فارسی میانه است.[103][104][105]

- تاتی قفقاز، در بخش‌هایی از جمهوری آذربایجان، روسیه و قفقاز صحبت می‌شود. به عنوان گونه‌ای از فارسی طبقه‌بندی می‌شود.[106][107][108][109][110] (این گویش نباید با زبان تاتی شمال غربی ایران اشتباه گرفته شود که عضوی از شاخه دیگری از زبان‌های ایرانی است.)

- یهودی-تاتی بخشی از پیوستار تاتی-فارسی، در جمهوری آذربایجان، روسیه و همچنین توسط جوامع مهاجر در اسرائیل و نیویورک صحبت می‌شود.
- شاخه‌های دورتر مرتبط با خانواده زبان‌های ایرانی شامل کردی و بلوچی هستند.

## پراکندگی جغرافیایی
فارسی دارای بیش از ۲۰۰ میلیون گویشور بومی در سراسر جهان است که این بشمار با در نظر گرفتن گویشوران زبان دوم باهم به ۲۴۵ میلیون نفر می‌رسد. گویشوران زبان فارسی در سراسر جنوب، مرکز و شمال خاوری ایران، شمال، خاور، باختر و مرکز افغانستان، تاجیکستان و مناطق خاوری ازبکستان گسترش یافته‌اند. گروه‌های کهین (اقلیت) فارسی‌زبان در پاکستان (بزرگ‌ترین جامعه هزاره در شهر کویته)، عراق، جمهوری آذربایجان، ارمنستان، داغستان، امارات، بحرین، کویت و قطر نیز یافت می‌شوند.

## دسته‌بندی

### فارسی باختری
گویش‌های فارسی باختری (ایرانی).
- مرکزی:
  - اراکی
  - همدانی
  - تهرانی
  - یزدی
  - کرمانی
  - گرگانی
  - قزوینی
  - اصفهانی
  - چهارمحالی
    - شهرکردی

  - قمی
  - نجف‌آبادی
  - شهرضایی
  - کاشانی
  - کربلایی (در عراق)
  - کرمانشاهی
  - شهرکردی
  - آباده‌ای
- جنوبی
  - باصری
  - شیرازی
  - جهرمی
  - کازرونی
  - سده‌ای
  - خوزستانی:
    - دزفولی
    - شوشتری
    - آبادانی
    - اهوازی

  - بندری:
  - بندرعباسی
  - بوشهری
  - دشتی
  - دشتستانی
- شمال خاوری
  - خراسانی:
    - مشهدی
    - شاهرودی
    - دامغانی
    - نیشابوری
    - کاشمری
    - کوهسرخی
    - سبزواری
    - فارسی قوچانی
    - تونی
    - بیرجندی

  - سیستانی

### فارسی خاوری
گویش‌های فارسی خاوری (افغانستانی):
- گروه الف:
  - کابلی
  - پنجشیری
  - پروانی
  - لوگری
  - لغمانی
  - غوربندی
  - ننگرهاری
  - پکتیایی
  - چیترالی
  - بدخشی
  - مزاری
  - سمنگانی
  - سرپلی
  - بغلانی
  - قطغنی
  - کندی‌باغی
  - کندوزی
  - کاپیسایی
  - تخاری
  - مدک لشتی
- گروه ب:
  - هراتی (جز گویش فارسی خراسانی ایران است)
  - یهودی-هراتی
  - هراتی غربی
  - هراتی شمالی
  - بادغیسی
  - فراهی
  - جوزجانی
  - قندهاری
  - ایماقی
- گروه ج:
  - سیستانی نیمروزی
- هزارگی
- دهواری

### فارسی فرارودی
گویش‌های فارسی فرارودی (تاجیکی)
- شمالی
  - شمالی: شمال تاجیکستان (خجند، اسفره، استروشن‎, پنجکنت)، ازبکستان (سمرقند، بخارا، نورآتا، سرخان‌دریا، کشک‌دریا، نمنگان)، شامل گویش یهودیان بخارا (بخاری).
  - مرکزی: ناحیه عینی، مسچا، (بالادست رود زرافشان)، ورزاب و دوشنبه
  - انتقالی: بالادست چیرچیق (بورچ‌ملا)، شمال فرغانه، جنوب فرغانه (ازبکستان).
- جنوبی
  - جنوبی: تا جنوب و شرق دوشنبه (ولایت ختلان، ناحیه رشت)
  - جنوب شرقی: گویش دروازی (ناحیه‌های درواز و ونج).
  - انتقالی: گویش وهیابالین.

### گویش‌های تاتی
گویش‌های تاتی:
- آبشرونی
- ارزی‌کشی
- داغ قوشچویی
- لاهیجی
- بالاخانی
- شابرانی
- قزل‌گزمه‌ای
- قوناق‌کند
- سوراخانی
- ملهمی
- قوبایی
- شمالی
- یهودی-تاتی (جهوری)
- ارمنی-تاتی

### گویش‌های یهودی
- جیدی (یهودی تهران و مشهد)
- جهوری (یهودی تاتی)
- بخاری
- یهودی شیرازی